# Ośrodek Praktyk Teatralnych „Gardzienice”
Ośrodek Praktyk Teatralnych „Gardzienice” (właśc. Ośrodek Badań i Realizacji Praktyk Teatralnych „Gardzienice”) – grupa teatralna powstała w 1977 z inicjatywy Włodzimierza Staniewskiego, formalnie zarejestrowana w roku 1978. Nazwa pochodzi od podlubelskiej wsi, gdzie teatr ma swoją siedzibę. „Gardzienice” są autorskim projektem ich założyciela. Zespół zyskał międzynarodowy rozgłos, przez krytykę jest klasyfikowany jako eksperymentalny teatr antropologiczny. W związku z regularną aktywnością dydaktyczną, prowadzoną zarówno w kraju, jak i za granicą (organizowanie zajęć i warsztatów gry aktorskiej dla młodzieży), w 1997 roku przy stowarzyszeniu powstała Akademia Praktyk Teatralnych. Realizuje się tu liczne projekty: badawczo-artystyczne, muzyczne, kulturotwórcze, z zakresu szeroko rozumianej humanistyki.

## Siedziba teatru

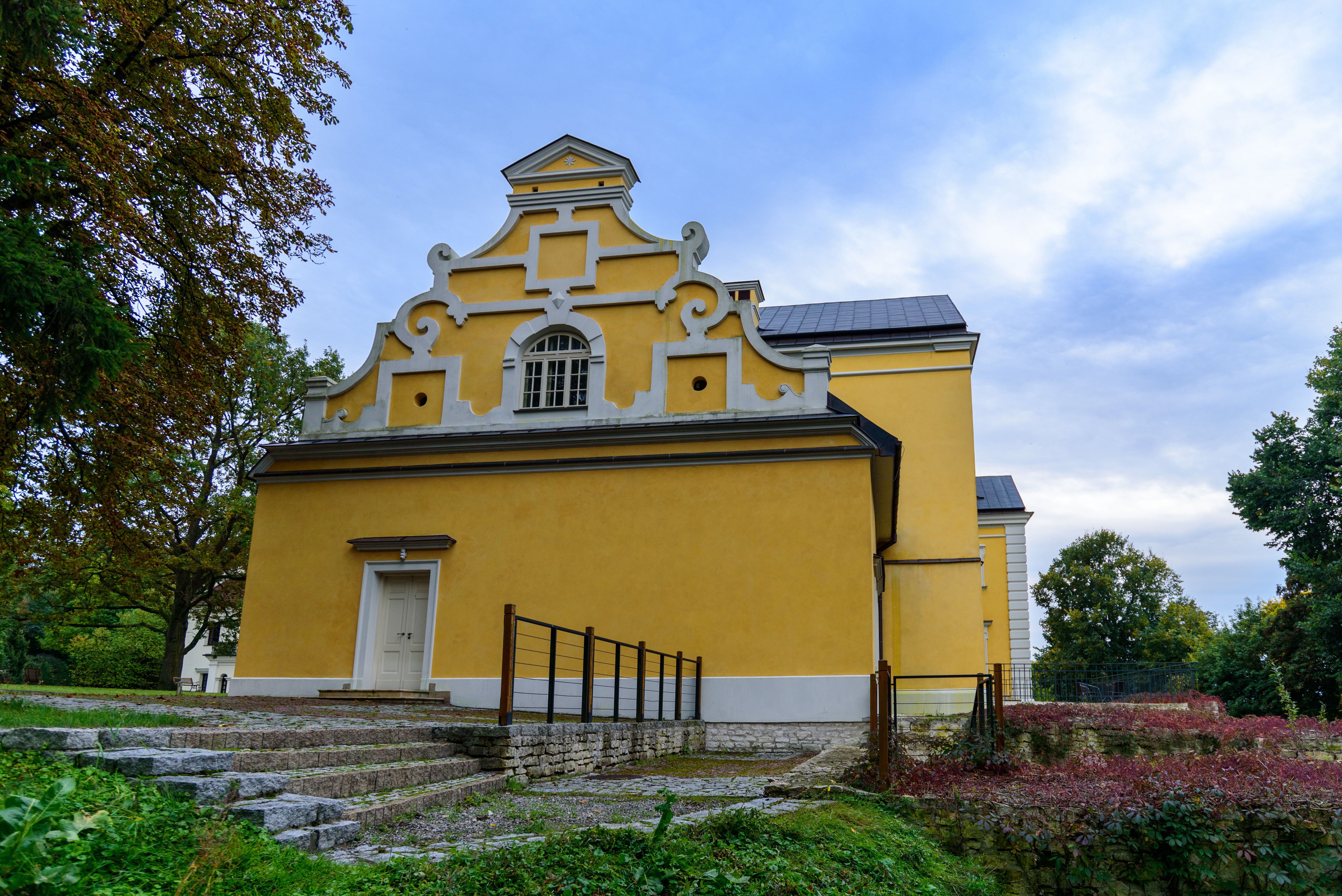
Była kaplica braci polskich, w której odbywały się pierwsze spektakle teatru

Teatr mieści się we wsi Gardzienice oddalonej od Lublina o 32 kilometry, w pobliżu Piask w pozostałościach XVII-wiecznego kompleksu dworskiego. Wybór siedziby w oddaleniu od centrów kulturowych wiązał się z ideą teatru, zakładającą poszukiwanie nowych, naturalnych terenów dla działań artystycznych. W tym rejonie przenikały się od wieków kultury polska, białoruska, ukraińska i żydowska.
Od roku 1978 teatr dzierżawił od działającego w Gardzienicach Uniwersytetu Ludowego stary lamus, który okazał się być dawną kaplicą braci polskich z końca XVI wieku. Pomieszczenie to, o wymiarach 5 na 7 metrów i ostrołukowym sklepieniu, zostało przystosowane do potrzeb teatru. Była to pierwsza sala teatralna „Gardzienic” (tzw. Sala Awwakuma), tu odgrywano Gusła oraz Żywot protopopa Awwakuma. Mieściło się w niej około 28 widzów. Przybyłych gości przyjmowano w dzierżawionej od miejscowej ludności chałupie Kutrzepów, która znajdowała się po drugiej stronie łąki za rzeczką Giełczwią.
Od roku 1987 niektóre próby i spektakle odbywały się w większym pomieszczeniu w zachodniej części pałacowej oficyny. W grudniu 1989 roku Naczelnik Gminy Piaski przekazał w wieczystą dzierżawę „Gardzienicom” budynek oficyny (wtedy też zaprzestano wystąpień w mniejszej salce). Ta scena służy teatrowi do dziś i może przyjąć około 100 widzów. W roku 1997 w jej pobliże przeniesiono oryginalną chatę wiejską, do której, zgodnie z gardzienicką tradycją, zapraszani są wszyscy goście przybyli na spektakle i częstowani kawą, herbatą oraz pierogami ruskimi.
W 2004 roku Ośrodek Praktyk Teatralnych zakupił pobliski murowany spichlerz z około 1900 roku (odbywają się w nim koncerty i wystawy multimedialne, od 2006 roku mieści się w nim scena Akademii Praktyk Teatralnych „Gardzienic”), a w 2008 roku teatr przejął popadający w ruinę pałac wraz przylegającą do niego kaplicą. Tego samego roku miała miejsce w pałacu reaktywacja lubelskiej loży wolnomularskiej „Wolność Odzyskana” z udziałem gości z zagranicy. W roku 2010 Gardzienice otrzymały 17 milionów złotych dotacji funduszy europejskich w ramach Programu Operacyjnego Infrastruktura i Środowisko, które planują przeznaczyć na remont pałacu i spichlerza oraz rozbudowę ośrodka.
Od 1978 roku teatr posiada także biuro w Lublinie, początkowo mieściło się ono w mansardzie przy ulicy Sławińskiego, w marcu 1986 roku zostało przeniesione na Stare Miasto do kamienicy przy ulicy Grodzkiej 5a. W 2000 roku w piwnicach kamienicy powstała Galeria „Gardzienice”, w której systematycznie prezentowane są wystawy sztuki współczesnej i sakralnej.

### Niesfinalizowane projekty

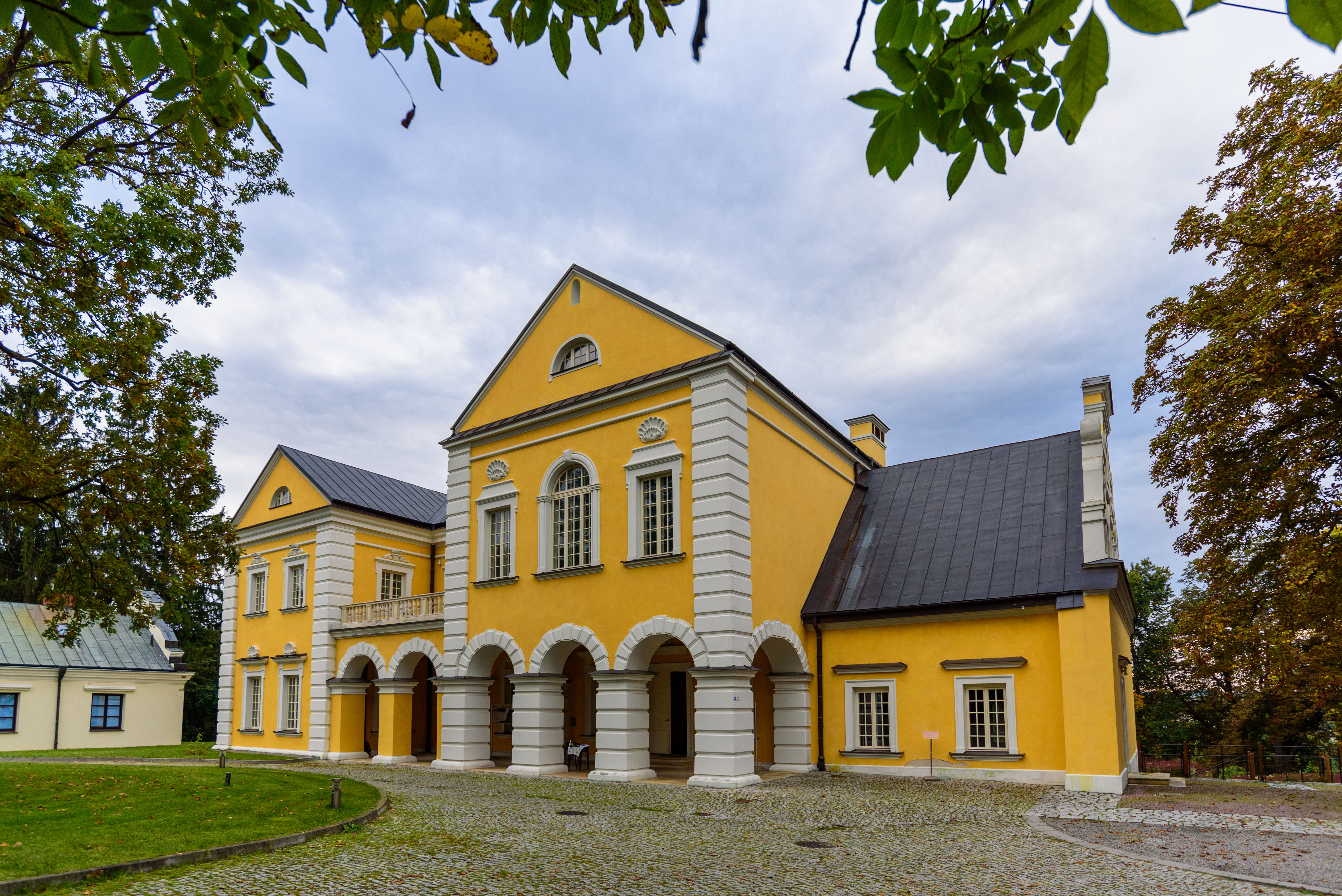
Gardzienicki pałac należy do teatru od 2008 roku

W grudniu 1989 roku spółka „Gardzienice – Młyn” nabyła młyn wodny nad Giełczwią. Po remoncie pełnił on funkcje gospodarcze, mieląc zboże dla okolicznych mieszkańców, ale także był przeznaczony do realizacji projektów artystycznych. W październiku 1993 odbyło się w nim pierwsze działania artystyczne w ramach Zgromadzenia, wieńczącego Wyprawę na Ukrainę. W czerwcu 1994 roku młyn spłonął w wyniku podłożenia ognia przez nieznanych sprawców.
W 2005 roku teatr otrzymał 5 milionów złotych na rozbudowę siedziby w ramach funduszy z Unii Europejskiej. Architekt Jerzy Uścinowicz zaprojektował Scenę Grecką – nowy pawilon w formie zielonego sześcianu, połączonego z pałacową oficyną, Scenę Rzymską – mieszczącą się w murach gardzienickiego spichlerza, oraz niewielki Amfiteatr na wolnym powietrzu. Jednak Wojewódzki Urząd Ochrony Zabytków nie wydał zgody na budowę z powodu zbyt dużej kubatury Sceny Greckiej (13 × 13 metrów), która stanowiłaby dominantę przy zabytkowym zespole pałacowym. Z powodu braku czasu na zmianę projektu dotacje dla teatru zostały cofnięte.
W 2008 roku w porozumieniu ze Szkołą Wyższą Psychologii Społecznej i Urzędem Miasta Stołecznego Warszawy w ramach Programu Rozwoju Kulturalnego Warszawy „Gardzienice” planowały urządzić w stolicy swoją rezydencję zimową. Koncepcję adaptacji dawnej hali przemysłowej SWPS na scenę eksperymentalną Ośrodka Praktyk Teatralnych przygotował Jerzy Uścinowicz. Planowano także ścisłą współpracę teatru z uczelnią. Jednak, jak zauważa Staniewski, SWPS nie wywiązała się z umowy i do 2010 roku obiecana siedziba nie została teatrowi udostępniona.

## Idea
Pierwotną ideą teatru był zamysł pozyskania nowego, naturalnego środowiska twórczego, porzucenie miasta, odnalezienie nowego odbiorcy, który potrafiłby wraz aktorami współuczestniczyć w spektaklu i współtworzyć go. Naturalnym żywiołem „Gardzienic” była tradycyjna kultura ludowa. W ostatnich latach teatr „Gardzienice” skupia uwagę na Starożytnej Grecji jako źródle europejskiej kultury. Eksploruje zapomniane techniki aktorskie teatru antycznej Grecji, odnosząc się do istniejących ikonograficznych i literackich źródeł, jak też do zabytków muzyki antycznej Grecji. Wiedzie to w swym założeniu do wskrzeszenia tragedii z ducha muzyki.

### Treningi

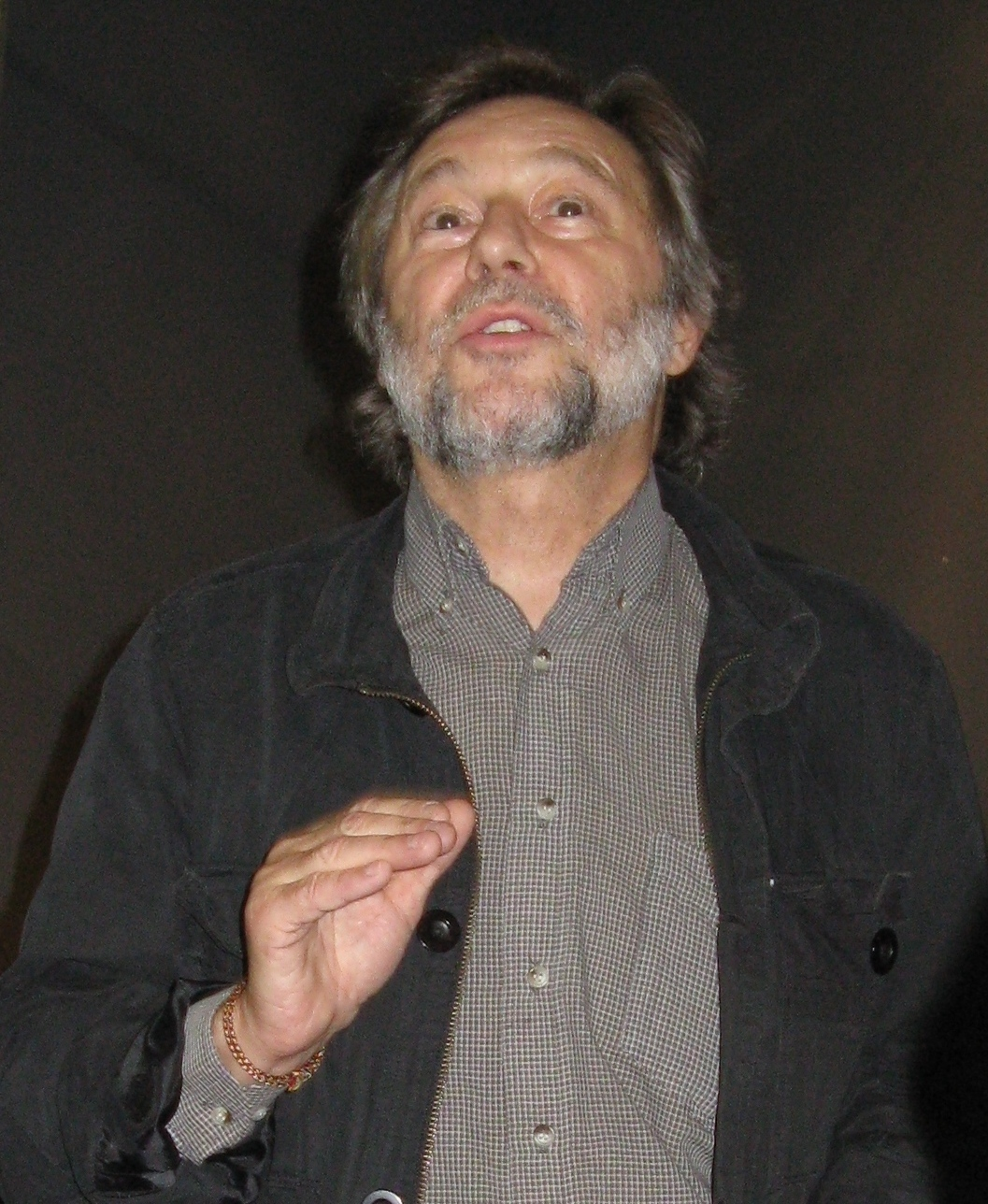
Włodzimierz Staniewski

Treningi są obecne od początku działalności „Gardzienic”. To oryginalny, nieinspirowany dotychczasową tradycją teatralną, wypracowany przez zespół i wciąż rozwijany zbiór ćwiczeń. Zajęcia fizyczne w koncepcji Staniewskiego to nie tylko środek do utrzymania sprawności organizmu, to ćwiczenia nad indywidualnym ruchem aktora (pobudzenie organicznego ruchu, zablokowanego nawykami utrzymywania stereotypowych postaw ciała) oraz budowanie relacji z drugim człowiekiem. Trening ma pomóc aktorom „zestroić się” ze sobą, uruchomić naturalne zasady gry zespołowej, stworzyć z zespołu jeden harmonijny organizm – „ciało zbiorowe”. Jest podstawą budowy wzajemnego zaufania między aktorami. Niekiedy element treningu staje się zaczątkiem gestu wykorzystanego do tworzenia spektaklu.
Mariusz Gołaj tak charakteryzuje gardzienickie treningi:

Trening to rozmowa ciała, ale także oddechu, tchnienia, dźwięku, melodii i rytmu. Niekiedy jest to dialog z muzyką, która grana jest obok.

Dla Staniewskiego bardzo ważna jest muzykalność, która pozostaje nierozerwalnie związana z gestem i ruchem. Reżyser do opisania, czym jest śpiew dla gardzieniczan, przywołuje joik – skandynawską technikę śpiewu, który jest dla niego próbą odczytywania rzeczywistości przy użyciu dźwięków. Podczas treningów komponuje się brzmienia, harmonie, dźwięki (np. śmiech, krzyk, inkantowane słowa, różne techniki śpiewu) w połączeniu z ruchem. Muzyka towarzysząca ćwiczeniom zawsze współgra z aktywnością ruchową aktora.
Trening nie ma określonej struktury, jest on za każdym razem dopasowywany do potrzeb zespołu. Rozpoczyna się zwykle, jeśli pora dnia odpowiada, biegiem wieczornym – wspólnym biegiem grupy w ciemności, w jednym rytmie, na jednym oddechu i boso. Buduje to poczucie wspólnoty uczestników, zaufanie do tych, którzy biegną z przodu i prowadzą grupę. Zdaniem Staniewskiego poszerza to możliwości percepcji aktorów, reżyser, mówiąc o gardzienickich biegach, przywołuje rytualny bieg indiańskiego plemienia Tarahumarów – raramuri. To ćwiczenie staje się punktem wyjścia lub kanwą dla innych ćwiczeń.
Za źródło ruchu ciała ludzkiego twórca „Gardzienic” uznaje kręgosłup. To fundament naturalnej gry aktora. Praca z nim pozwala zachować harmonię ruchów. Ćwiczenia te rozwinęły się podczas prac nad Awwakumem. Aktorzy ćwiczą parami różnego rodzaju skłony ciała, wykonują bardziej skomplikowane ćwiczenia np. skoki, loty, które wymagają dużego zaufania do partnera, zapewniającego asekurację. Staniewski powołuje się tu na tradycyjne ludowe i symboliczne postrzeganie „krzyża”. Z kręgosłupem wiąże się także wirowanie (obecne w kulturze chasydów czy sufizmie), podczas którego kręgosłup staje się osią, a ciało przybiera kształt krzyża.
Wiele gestów i ruchów wykorzystanych podczas treningów (a później w spektaklach) jest zaczerpniętych z dostępnej ikonografii. Przygotowania do Awwakuma były połączone z próbą odtworzenia i rozwinięcia w ruch postawy świętych na ikonach, przy Carmina Burana poszukiwano odpowiednich ruchów w średniowiecznych źródłach ikonicznych. W sztukach antycznych odwołuje się Staniewski do wzorców starożytnej chieronomii utrwalonej w malowidłach i na wazach.

### Program wiejski

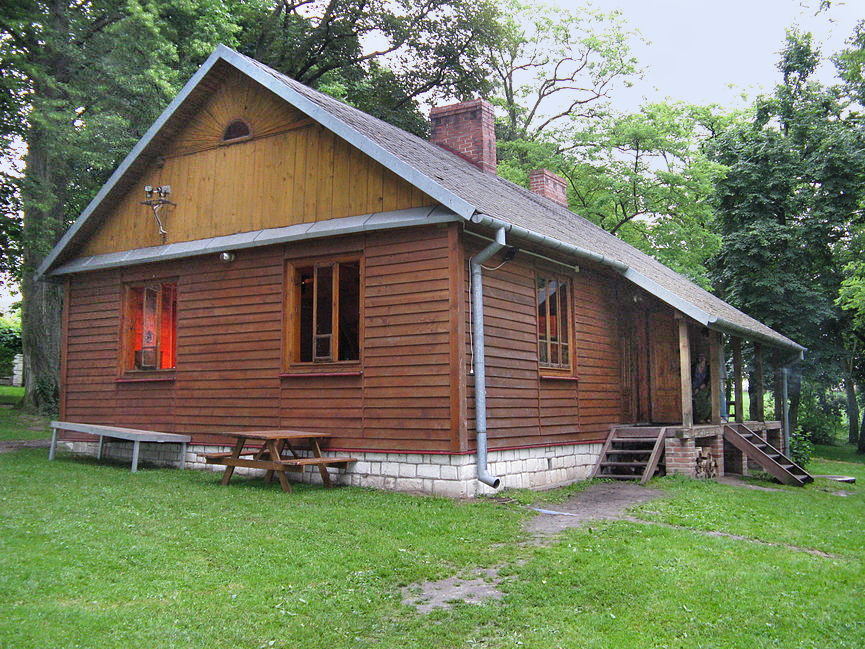
Wiejska chata, w której gardzieniccy artyści przyjmują widzów

Włodzimierz Staniewski, tworząc „Gardzienice”, zainspirowany teatralnymi koncepcjami Mieczysława Limanowskiego, sformułował tzw. Program wiejski, do którego założeń należały comiesięczne kilkudniowe piesze wyprawy po terenach wiejskich. Staniewski poszukiwał „nowego środowiska naturalnego teatru”, które rozumiał jako spotkanie z ludźmi nieskażonymi przez konwencjonalne metody odbioru sztuki, wykształcone w miejskim obiegu kulturalnym. Liczył na spontaniczną reakcję i stworzenie z nowym widzem poczucia więzi, opartej na sztuce i tradycji ludowej kultury. W celu dotarcia do takiej publiczności we wczesnej fazie działalności teatru organizowane były Wyprawy. Pierwsze przedstawienia „Gardzienic” poddawane były podczas Wypraw naturalizacji. Polegała ona na uwzględnianiu przy tworzeniu spektaklu doświadczeń artystów ze spotkań z wiejską społecznością, odnajdywanie takiego sposobu prezentacji, aby zbudować więź z mieszkańcami wsi i sprowokować ich twórczą reakcję. Tak przygotowane sekwencje teatralne konfrontowano z lokalną widownią, a jej reakcja służyła za podstawę dalszej pracy nad spektaklem. Większość organizowanych Wypraw odbywała się we wschodnich rejonach Polski. Staniewski podkreślał, że obszarem jego poszukiwań jest słowiańszczyzna. Odbywały jednak również wędrówki po innych terenach, np.: w województwie jeleniogórskim czy za granicą (Apeniny, Lotaryngia, południowa Toskania) Wyprawy te związane były głównie z uczestnictwem grupy w festiwalach teatralnych.
Leszek Kolankiewicz, odnosząc się do przedstawień powstałych w ramach Programu Wiejskiego, stwierdził, że spektakle „Gardzienic” tworzą nowy gatunek sztuki teatralnej, który nazwał etnooratorium scenicznym. Korzeni tych spektakli dopatrywał się w praktykowaniu tradycyjnych śpiewów ludowych (etnografia żywa) i w sakralnym rytuale, które przyobleczone zostały w nową awangardową formę.

#### Struktura Wypraw

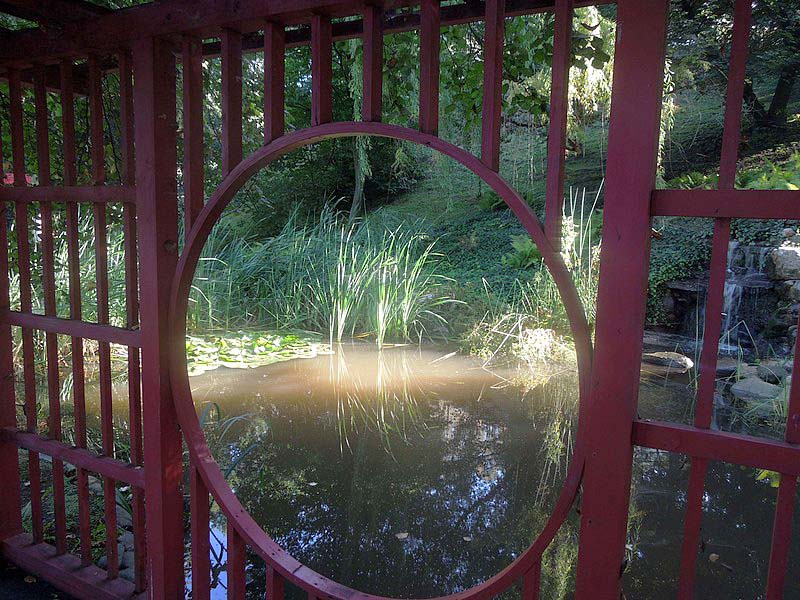
Ogród japoński – jeden z dwóch ogrodów w ośrodku gardzienickim

Wyprawy gardzieniczan posiadały określoną strukturę, która ustaliła się w toku pierwszych wędrówek teatru Staniewskiego.
Rekonesans
Przed wyprawą wybrani artyści wyruszali, aby poznać miejsca, do których podąży grupa. Rekonesans miał na celu zebranie informacji o przestrzeni, w której będą występować i o ludziach, których tam spotkają. Na cel Wyprawy typowano wsie, gdzie tradycja ludowa była wciąż żywa i aktorzy mieli szansę spotkać się z oddźwiękiem na swoje teatralne działania. Niekiedy rekonesansem stawała się prywatna podróż, gdy członek gardzienickiej grupy napotykał na miejsce warte odwiedzenia.
Orszak
Istotnym elementem Wyprawy był sposób dotarcia do wsi, był on pierwszym artystycznym elementem Wyprawy, zacierał granice, między tym, co powszednie, a tym co już jest sztuką. Marsz odbywał się według przygotowanego scenariusza, choć wydarzenia po drodze mogły w każdej chwili odmienić jego przebieg. Niezależnie od warunków pogodowych czy ukształtowania terenu trupa poruszała się pieszo, ciągnąc na dwukołowym wózku bagaż i sprzęt niezbędny do przedstawienia. Wędrówce towarzyszyła zawsze muzyka. Wspólny wysiłek jednoczył grupę, miał uwiarygodnić chęć nawiązania żywego kontaktu z mieszkańcami wsi, do której zmierzano.
Kompozycje teatralne
Artyści musieli uwiarygodnić się przed wsią, do której przybywali jako obcy. Służyła temu nie tylko koncepcja orszaku, ale także już na miejscu „twórcza obecność”. Kompozycje teatralne to zbiór działań, mających na celu odformalizowanie kontaktu ze wsią. Działaniem artystycznym w rozumieniu Staniewskiego był nie tylko spektakl, ale też wszelkie formy aktywności, jakie są związane z gościną we wsi. To praca aktorów nad przygotowaniem wieczornego przedstawienia, zapraszanie mieszkańców na spektakl, aktywne włączanie się w życie lokalnej społeczności. Artyści starali się stać na tę chwilę członkami odwiedzanej wspólnoty. Wszystko to miało owocować budowaniem zaufania, wzajemnym dzieleniem się sztuką. Kathleen Cioffi tak określała charakter wypraw:

Członkowie grupy przybywali do wsi na krótko, by śpiewać, tańczyć i nawet jeść z mieszkańcami, […] jak synowie i córki, przyjeżdżający z wizytą.

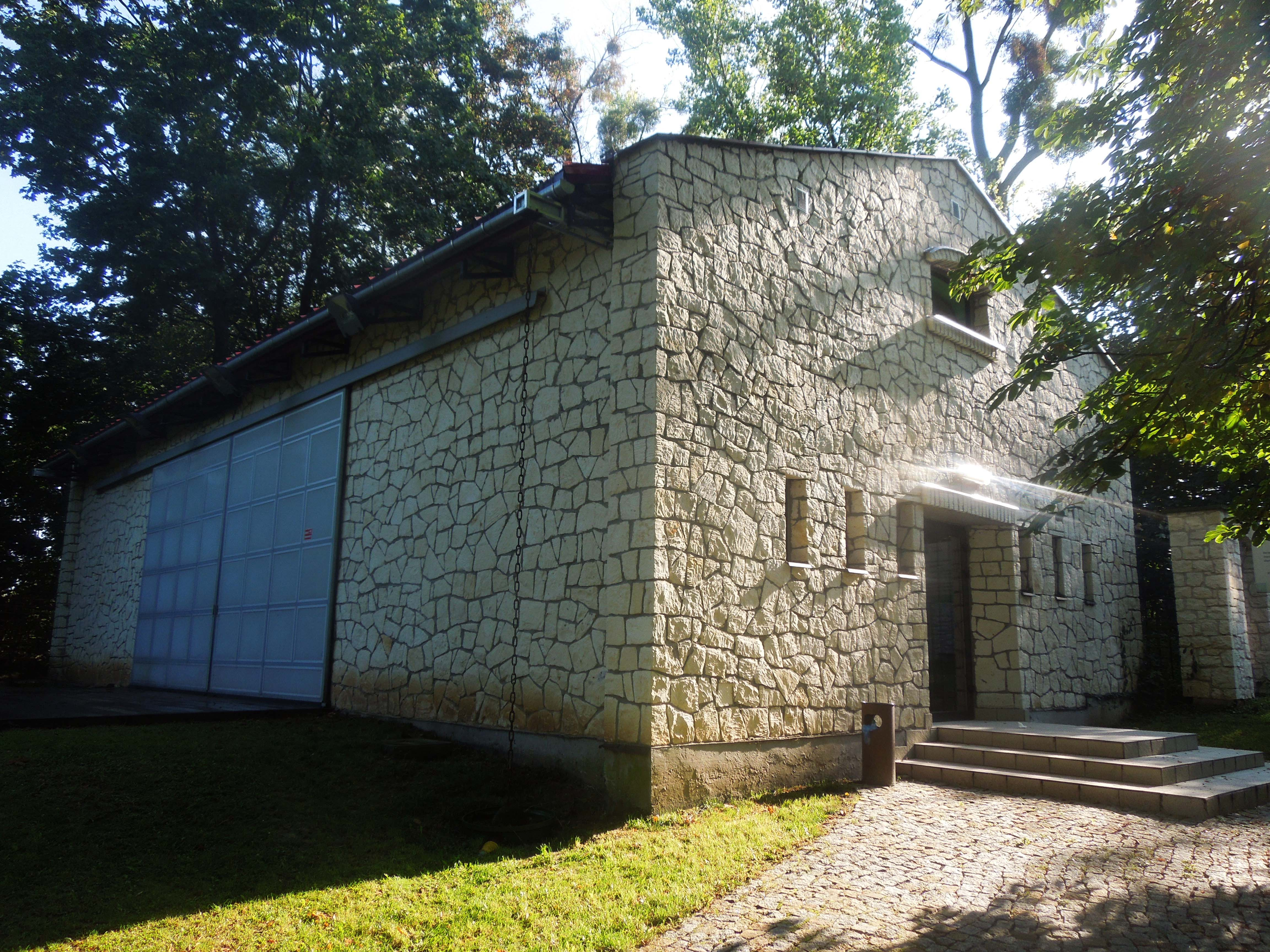
Szopa – jeden z budynków, w którym odbywają się spektakle

Prezentacja spektaklu
Pierwszym spektaklem, który powstał jako element wypraw był Spektakl wieczorny. Podczas Wypraw narodziły się Gusła, które zastąpiły pierwsze przedstawienie. Niekiedy pokazywano oba widowiska podczas jednego wieczoru, czasem drugi pokaz stawał się już elementem wplecionym w odbywające się zgromadzenie. Widzów obserwujących działania teatralne można było podzielić na trzy rodzaje. Po pierwsze, widz uczestnik, który przybył do wioski wraz z zespołem, dzieląc też z aktorami trudy podróży. Zazwyczaj była to mała grupa zaprzyjaźnionych z artystami osób, które chciały doświadczyć przeżycia Wyprawy od wewnątrz. Drugi typ stanowiła publiczność wiejska. Mieszkańcy wsi reagowali na przedstawienie emocjonalnie, ale też ambiwalentnie. Bywało, że odbierali wizytę teatru jako zagrożenie, lecz zdarzało się, że działania artystyczne grupy Staniewskiego fascynowały, intrygowały, budziły w ich pamięci tradycję, w której się wychowali. To właśnie tacy ludzie, nieskażeni teatralnym rytuałami i zanurzeni w tradycji byli dla artystów z „Gardzienic” głównym odbiorcą. Trzeci typ widzów stanowili goście dowożeni jedynie na sam spektakl i następujące po nim zgromadzenie. Ci powracali jeszcze tego samego wieczora do miasta.
Zgromadzenie wieczorne
Zgromadzenie następowało zazwyczaj po spektaklu, ale mogło odbyć się równie dobrze o każdej innej porze, gdy z kontakt artystów z mieszkańcami przeradzał się we wspólne muzykowanie, tańczenie, snucie opowieści. Organizowano je w miejscach ogólnie dostępnych dla mieszkańców wsi: szkołach, remizach, łąkach. Dotychczasowi widzowie stawali się teraz współtwórcami, odwzajemniali się artystom własną sztuką. Dla Staniewskiego zgromadzenie stanowiło naturalny, niedościgniony wzór teatralnej aktywności człowieka, a jego stworzenie jako formuły teatralnej jest dla niego jednym z ważniejszych osiągnięć „Gardzienic” Spotkanie było zawsze prowadzone przez samego Staniewskiego, który porządkował spontaniczną twórczą aktywność, budował punkty kulminacyjne i momenty wyciszenia.

#### Odejście od „Programu wiejskiego”
Najwięcej Wypraw, bo aż 36, zorganizowano do 1981 roku. Wprowadzenie stanu wojennego spowodowało roczną przerwę w wędrówkach teatru. W latach 1983–1985 odbyło się tylko 9 kolejnych Wypraw. Gusła, choć stanowiły integralną część Wypraw, bywały także prezentowane niezależne od nich, Awwakuma można było już zobaczyć głównie w siedzibie teatru w Gardzienicach. W połowie lat 80. Staniewski zarzucił wiele elementów „Programu wiejskiego”. Wyprawy odbywały się sporadycznie i zatraciły dawny charakter, przestały być dla teatru celem samym w sobie, stały się poszukiwaniem materiału i inspiracji dla kolejnych przedstawień lub po prostu artystyczną prezentacją. Ludowość w spektaklach „Gardzienic” pozostała jako cytat, na plan pierwszy wysunęły się inne idee.

### Program antyczny i nowa formuła prezentacji

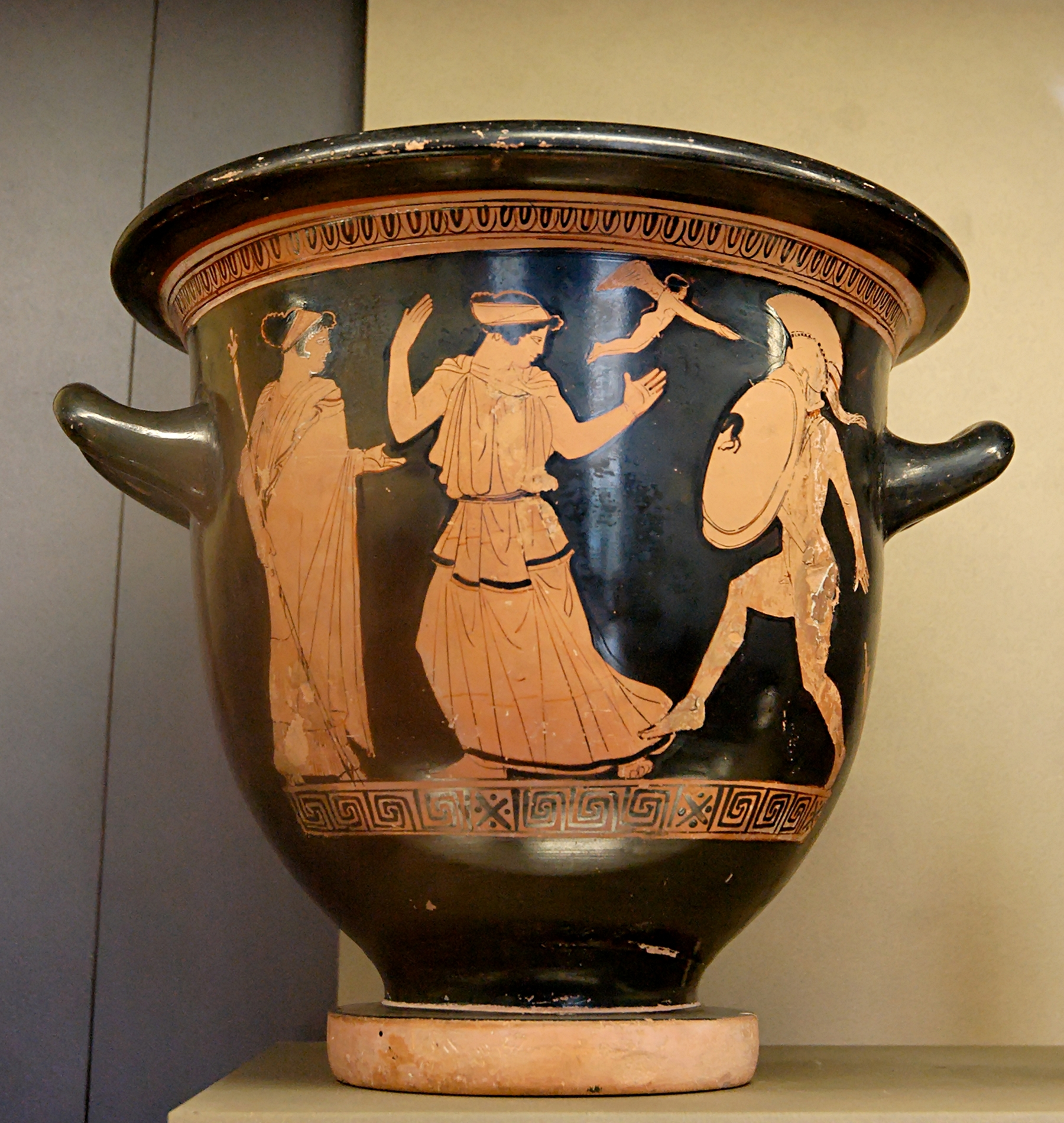
Sztuka cheironomii została zrekonstruowana w oparciu o zachowane przekazy ikoniczne. Na zdjęciu amfora ze sceną odzyskania Heleny przez Menelaosa.

Krąg artystycznych zainteresowań teatru Staniewskiego stale się poszerzał. Żywot protopopa Awwakuma, odwołując się do kultury prawosławnej, mieścił się jeszcze w obrzędowości ludowej. Carmina Burana była inspirowana kulturą średniowiecznej Europy. Od Metamorfoz w 1997 roku rozpoczęła się eksploracja przez gardzieniczan tradycji antycznej. Kolejne spektakle (Elektra, Ifigenia w Aulidzie) utrzymują się w tym samym kręgu tematycznym. Staniewski do dziś stara się rekonstruować starożytny teatr, odtwarzając jego dynamikę: muzykę, śpiew, ruch i gest.
Podczas przygotowań do Metamorfoz Maciej Rychły i Tomasz Rodowicz rekonstruowali z zachowanych urywków starożytnej notacji muzykę antyczną, próbowano także w oparciu o zachowaną ikonografię odtwarzać starożytne instrumenty. Z zainteresowań tych w 2001 narodziła się działająca przy teatrze Orkiestra Antyczna, która funkcjonowała pod auspicjami „Gardzienic” do 2004 roku.
W 2002 roku powstał w „Gardzienicach” projekt Tańce Labiryntu, kierowany przez Elżbietę Rojek i Dorotę Porowską. Był on rozwinięciem zainteresowań grupy starożytnym tańcem i cheironomią, rozumianą jako sztuka gestu. Na podstawie antycznych rycin odtwarzano gesty, nadając im odpowiednią siłę ekspresji i przywracając ich pierwotne znaczenie. Tańce Labiryntu wraz z Orkiestrą Antyczną usamodzielniły się w 2004 roku w niezależny projekt teatru Chorea.

### Ekologia teatru
Działalność „Gardzienic” bywa określana mianem ekologii teatru. Już pierwsze Wyprawy reżyser określał jako poszukiwanie nowego środowiska naturalnego dla teatru. Staniewski twierdzi, że teatr to nie tylko samo przedstawienie, ale także cała otaczająca aktorów i widzów natura. Aktor musi zestroić się z przyrodą, samym sobą i otaczającymi go ludźmi. Jest nazywany przez Staniewskiego „sprawcą”, bo nie tylko odgrywa pewną rolę, ale poprzez grę zmienia rzeczywistość, kształtuje świat wokół siebie.
Idee ekologiczne są tu rozumiane w specyficzny sposób, odnoszą się do sfery duchowości człowieka, są umiejętnością współbycia z Ziemią, staraniem o zachowanie organicznych – w tym duchowych – wartości człowieka. Twórca porzuca dualizm, typowy dla cywilizacji Zachodu, nie przeciwstawia kultury niskiej i wysokiej, czy też natury i kultury, lecz poszukuje nowych wartości w zjednoczeniu z otaczającym go światem, próbuje się w nim „zadomowić”:

Trzeba się nauczyć, jak zamieszkiwać ziemię subtelnie, intymnie, ażeby uchronić się przed szaleństwem kontrolowania, kształtowania i manipulowania, przed szaleństwem eksploatacji. Bycie w domu, na tym świecie, nie oznacza tylko poszukiwania sposobu, jak używać naturę. Dom nie jest hotelem. (…) Poezja jest czymś, co po raz pierwszy sprowadza człowieka ku Ziemi, czyni go przynależnym do niej – i w ten sposób wprowadza go w miejsce jego przebywania.

W świecie można odnaleźć miejsca szczególne (należą do nich np.: wioska w Gardzienicach, teatr w Ikarii w Attyce), które mają specyficzne genius loci, kumulują w sobie organiczne siły przyrody. Dla Gardzieniczan te punkty stają się katalizatorami fizycznych i duchowych reakcji, źródłem kultury, same w sobie są teatrem świata (theatrum mundi), tworzonym przez naturę. Staniewski mówi:

Kultywowanie teatru i praktyk teatralnych w naturalnym otoczeniu może być pierwszym krokiem w kierunku muzycznego, harmonicznego układu dramatycznych form. Nie jest ono abstrakcją, lecz konkretną techniką.

Projekt „Gardzienic” to nie tylko nowa koncepcja teatru, to również humanistyczna refleksja o człowieku i jego miejscu w świecie. Zbigniew Taranienko uważa, że patrzenie na aktywność Ośrodka z tej perspektywy jest najpełniejszą formą opisu jego działań.

## Spektakle

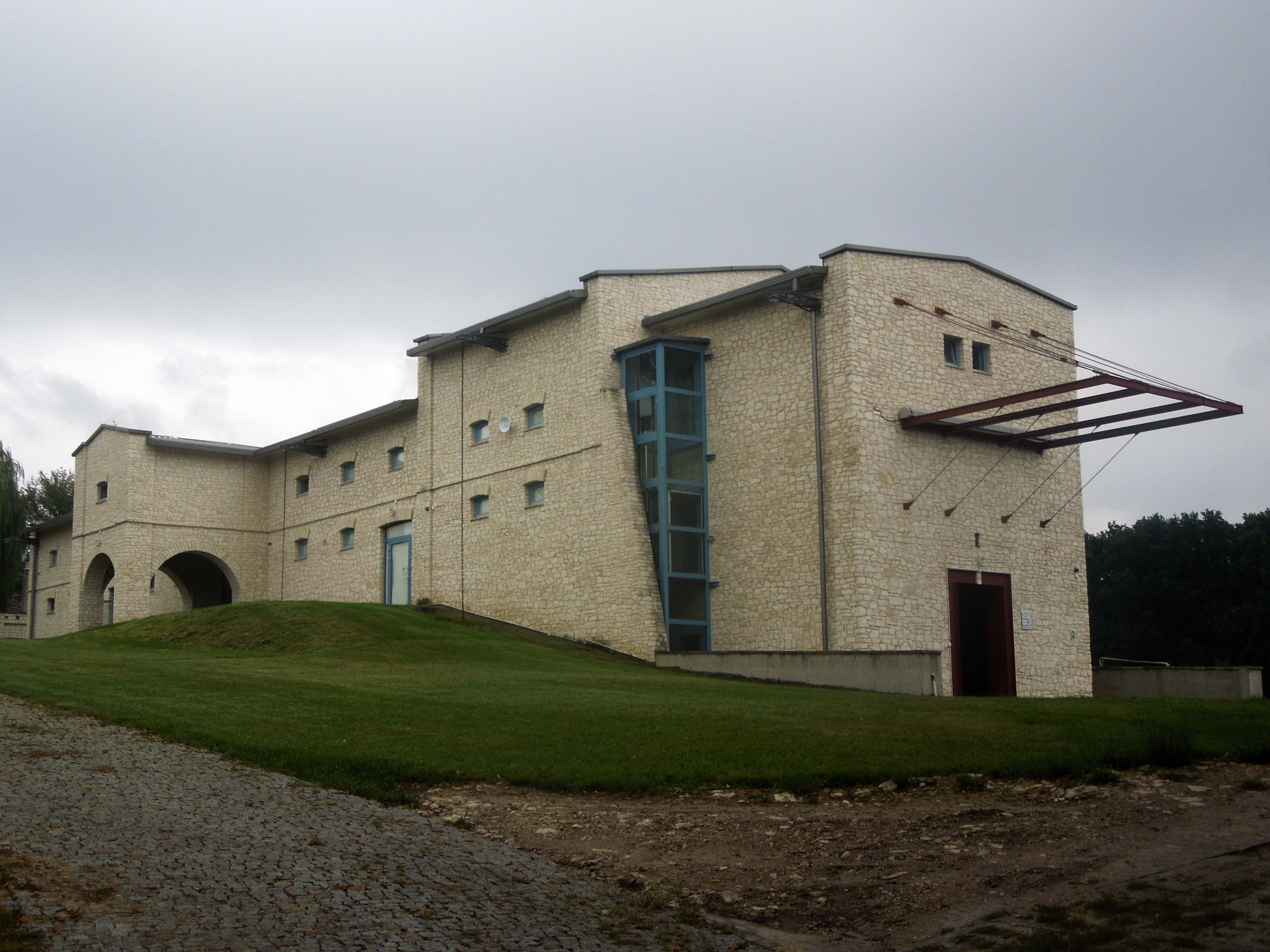
Spichlerz – jeden z budynków, w którym odbywają się spektakle

Spoiwem każdego przedstawienia „Gardzienic” jest muzyka, ważną rolę odgrywa też cielesność aktora. Gardzieniczanie wskazują na organiczny związek tych dwóch aspektów – dźwięk rodzi się z ruchu i wysiłku, angażując fizyczność aktora. Staniewski skupia się na pomijanym przez innych twórców aspekcie muzyki, na samym procesie jej powstawania w ciele artysty aktora. W wymowie spektaklu ruch i muzyka, nie mniej niż słowo, są nośnikiem treści. Aktor jest cały czas „żywy”, porusza się, ciągle ma coś do zrobienia, jego gra musi być oparta na wzajemności, nieustającej interakcji z innymi aktorami, oraz na osobistym wysiłku artysty „do ostatniego oddechu”.
Od momentu powstania „Gardzienice” zrealizowały jedynie siedem spektakli. Wynika to z metod pracy w teatrze. Premierę poprzedza długi okres prób i przygotowań, w trakcie których koncepcja przedstawienia może ewoluować. Na tym etapie prac artyści przedstawiają już przed publicznością fragmenty przygotowywanego spektaklu (tak było m.in. z „Elektrą”, której znaczne partie można było oglądać przed premierą jako „Sceny z Elektry”). Data premiery nie jest jednoznaczna z zaprzestaniem prac nad spektaklem, przekształca się on nadal, a widziany w odstępie kilku lat może być już zupełnie innym przedstawieniem. Wynika to z kilku przyczyn. Po pierwsze, „Gardzienice”, poza kilkoma czołowymi postaciami, nie mają stałej grupy aktorskiej. Staniewski co roku na nowo kompletuje swoją „konstelację” aktorską. Tymczasem poszczególne role są silnie związane z osobowością i predyspozycjami odgrywających je aktorów. Odejście jednego z nich może powodować istotne zmiany w strukturze całego przedstawienia. Po drugie, teatr Staniewskiego nawet po premierze kolejnego spektaklu nie zaprzestaje pracy nad wcześniejszymi przedstawieniami. Na starsze spektakle zaczyna wpływać treść i forma aktualnej realizacji. Spektakl wystawiany pod tym samym tytułem może po kilku latach mieć zupełnie inną strukturę, poprzez przemieszczanie czy zamianę „podstruktur” w ramach jednego scenariusza i jego wymowa może być już inna. Spektakle „Gardzienic” nigdy nie przybierają ostatecznego kształtu i ich opis nie może być nigdy do końca wyczerpujący.

### Realizacje teatralne

#### Spektakl Wieczorny

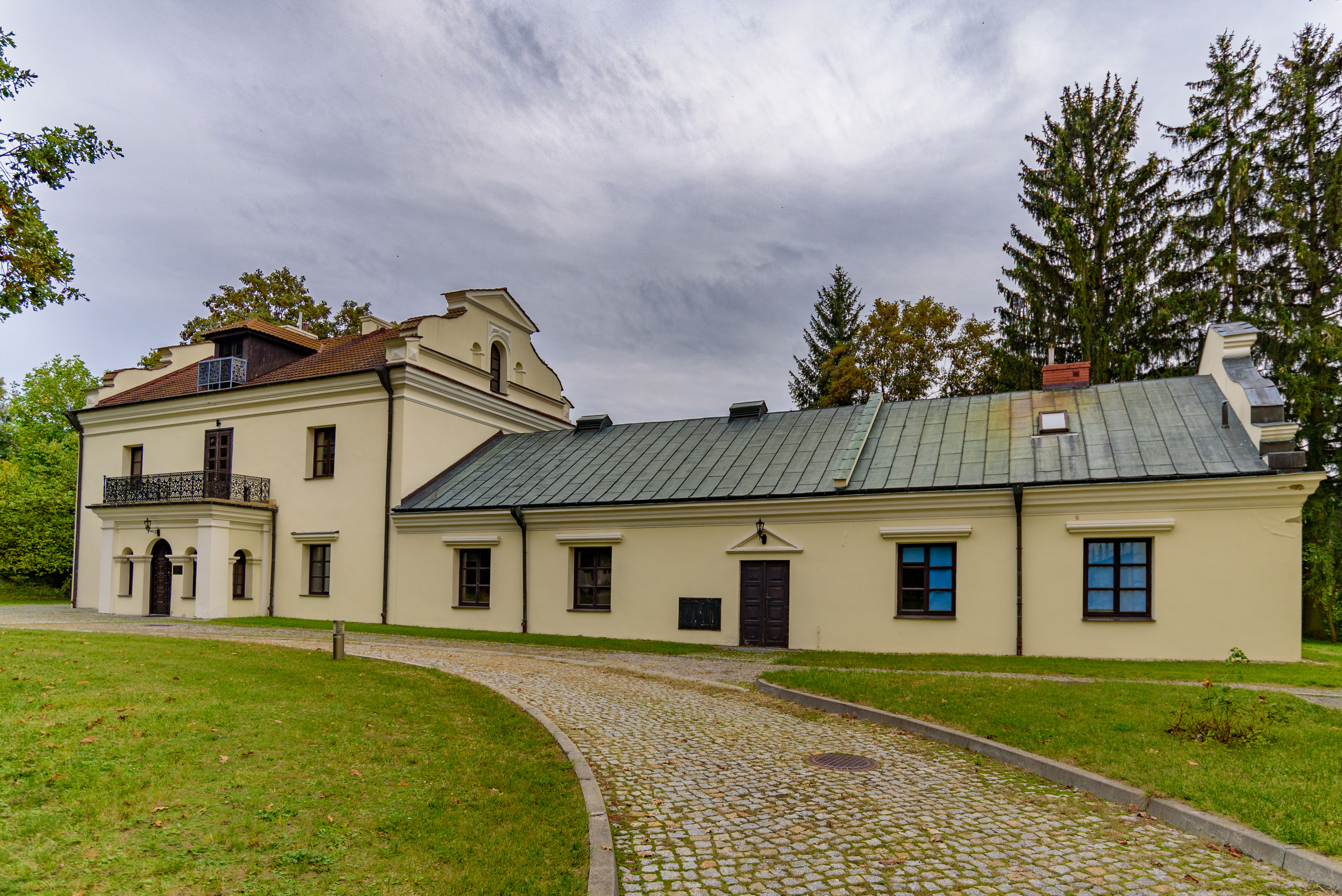
Oficyna

- Premiera: sierpień 1977, podczas warsztatów Włodzimierza Staniewskiego w Woli Gardzienickiej.
- Pierwotna obsada spektaklu: Tomasz Rodowicz, Jan Tabaka, Wanda Wróbel, Włodzimierz Staniewski[28].
- Spektakl oparty na motywach Gargantui i Pantagruela Rabelais’go, wykorzystuje także fragmenty wypowiedzi Guślarza z II części Dziadów Mickiewicza, łacińskie tłumaczenie Bogurodzicy oraz teksty zasłyszane od ludzi w trakcie Wypraw.

Spektakl Wieczorny powstał podczas kilku dni warsztatów w Gardzienicach i przyjął formę następujących po sobie, luźno związanych epizodów. Dzięki temu można było bez szkody dla całości przedstawienia zamieniać w nim poszczególne elementy. Nie był samodzielnym wydarzeniem teatralnym, lecz był integralnie związany z Wyprawami „Gardzienic”. Stanowił ważny element Zgromadzeń, był „darem dla mieszkańców wsi”, do której przybywali artyści. Nastawienie się na widza prostego nie skutkowało jednak uproszczeniem treści i symboliki przedstawienia, niektóre sensy pozostawały po prostu poza percepcją oglądającego.
Staniewski złamał zasadę, że to widz przychodzi do teatru, tu teatr odwiedzał widza. Artyści przed występem chodzili po wsi, zapraszając gospodarzy na przedstawienie. Reakcje wiejskiej publiki na spektakl bywały różne. Od pełnej akceptacji aż do agresji słownej. Zawsze jednak ukryte archetypiczne treści i niespotykana żywiołowość nie pozwalały przejść widowni obojętnie obok dokonań artystów.
Spektakl rozpoczynał się zazwyczaj o zmierzchu, stąd jego nazwa. Rozgrywany był w plenerze, tło stanowiła rozpięta za aktorami biała płachta o szerokości 15 metrów. Mężczyźni obnażeni do pasa, ubrani byli w białe spodnie, kobiety nosiły długie spódnice. Rozpoczynał się wjazdem pchanego przez aktorów wózka przykrytego blatem, na którym pomiędzy płonącymi świecami leżał człowiek. Mężczyzna ten zapraszał do udziału w widowisku i wyciągał za włosy ukrytą w wózku aktorkę, Gargamelę. Następnie aktorzy prezentowali kolejne sceny-etiudy. Artyści starali się przełamać barierę dzielącą ich od miejscowej publiczności, rozszerzając przestrzeń działań aktorskich poza wyznaczony wstępnie teren i na różne sposoby prowokując widownię do reakcji. Ważną rolę pełnił żywioł ognia, pojawiały się świece, płonące węże i koła. Aktorzy zdumiewali kondycją i umiejętnością rozgrywania niemal kaskaderskich scen. Na zakończenie odchodzili w pochodzie z wózkiem oświetlonym pochodniami.
Choć spektakl był oparty na utworze Rabelais’ego, to pojawiało się w nim zaledwie kilka scen związanych tą książką. Staniewski oparł swoje odczytanie dzieła o analizę Michaiła Bachtina zawartą w pracy Twórczość Franciszka Rabelais’go a kultura ludowa średniowiecza i renesansu. Staniewski realizował w praktyce teatralnej wprowadzone przez Bachtina pojęcie karnawalizacji, przedstawieniom nieodłącznie towarzyszyła atmosfera karnawału (w rozumieniu Bachtinowskim). Spektakl pokazywał cykliczne odradzanie się świata, mieszał wzniosłe z ordynarnym, sacrum z profanum, przedstawiał „świat na opak”, odwoływał się do symboliki „ciała groteskowego”, wykorzystywał wszechobecny w karnawale żywioł śmiechu.

#### Gusła

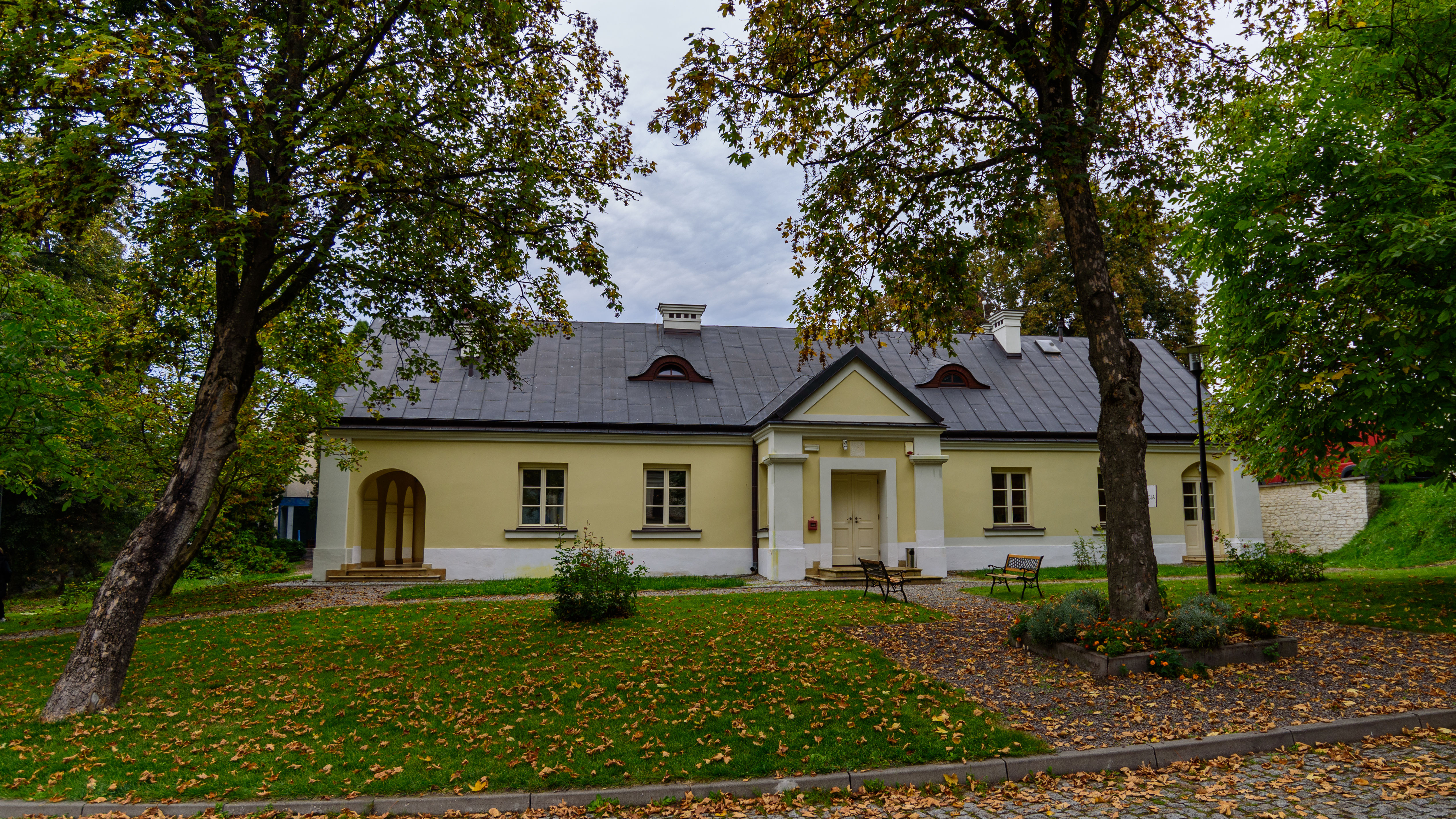
Oficynka

- Premiera: maj 1981, w kaplicy eremu San Pietro Alle Stinche pod Florencją.
- Obsada premierowa: Henryk Andruszko, Jan Bernard, Piotr Borowski, Krzysztof Czyżewski, Mariusz Gołaj, Jadwiga Rodowicz, Jan Tabaka, Wanda Wróbel, Anna Zubrzycka[28].
- Spektakl oparty na II części Dziadów Adama Mickiewicza, wykorzystuje także fragmenty I i IV części dramatu, pieśni polskie, białoruskie i żydowskie niguny.

Gusła narodziły się z fascynacji obrzędem wiejskim. Był to pierwszy spektakl „Gardzienic” przeznaczony do pokazywania nie w plenerze, ściśle związany z kaplicą braci polskich, wynajętą od gardzienickiego Uniwersytetu Ludowego. Mimo to Gusła pokazywano także razem ze Spektaklem Wieczornym podczas Wypraw teatru.
Przestrzeń sceniczna ograniczona była ze wszystkich stron drewnianym podestem umieszczonym na wysokości dwóch metrów. Publiczność znajdowała się pod tym rusztowaniem, akcja teatralna rozgrywała się w centrum pomieszczenia i na podwyższeniach. Salę oświetlały jedynie pochodnie i świece płonące w sagankach.
Staniewski bardzo swobodnie potraktował tekst Mickiewicza. Całość oparł na kanwie II części Dziadów (Gusła), w którą wplótł kwestie z części IV i I (Widowisko). Poszczególne strofy romantycznego poety uległy przestawieniu, włożono je w usta innych bohaterów lub pojawiały się w nowym, nieobecnym w oryginale, kontekście. Tak jak poprzedni spektakl, Gusła były dziełem o strukturze ruchomej, która zmieniała się wraz z kolejnymi wystawieniami.
Aktorzy, biorący udział w przedstawieniu, stanowili ciało zbiorowe – wiejską ciżbę, która wspólnie reagowała na kolejne sceny. Duchy przybywały nie z zaświatów, lecz wyłaniały się z wiejskiego tłumu, zyskiwały na moment indywidualność, by zaraz z powrotem zatopić się w masie ludzkiej.
Spektakl poruszał kwestię natury ludzkiej, rozdarcia człowieka pomiędzy jego potrzebami cielesnymi (fizjologia, erotyka) a duchowymi. Symbolicznie przedstawiała to, na przykład, scena, gdy ciżba zbliżała się do kobiety owładniętej erotycznym szałem, podnosiła ją i podrzucała do góry z okrzykiem „Do nieba”, a gdy dziewczyna opadała na ręce tłumu, ten uginał się pod jej ciężarem ze słowami „Do ziemi”. Sam Guślarz nie był, jak u Mickiewicza, przewodnikiem wzniosłego obrzędu. Miotały nim żądze, grający go Jan Bernad poruszał się na kolanach, co mogło sprawiać na widzu wrażenie, że jest karłem. W jednej z ostatnich scen padało, zasadnicze dla przesłania spektaklu, pytanie: „Czy świat jest bez duszy? / Czy żadnych duchów nie ma?”.

#### Żywot protopopa Awwakuma
- Premiera: sierpień 1983, w kaplicy St. Antonio al. Fonte del Cerro w regionie Molise we Włoszech.
- Obsada premierowa: Henryk Andruszko, Mariusz Gołaj, Jadwiga Rodowicz, Tomasz Rodowicz, Jan Tabaka, Anna Zubrzycka[28].
- Spektakl na podstawie Żywota protopopa Awwakuma przez niego samego nakreślonego.

#### Carmina Burana
- Premiera: październik 1990, w Gardzienicach podczas międzynarodowego sympozjum Praktyki teatralne wobec ekologii.
- Obsada premierowa: Mariusz Gołaj (Merlin), Tomasz Rodowicz (Król Marek), Anna Zubrzycka (Izolda Starsza), Dorota Porowska (Izolda Młodsza), Jacqueline P. Thomas (Viviana), Catherine Corrigan (Wiedźma), Emma Rice (Wiedźma)[28].
- Spektakl oparty na tekstach z antologii Carmina Burana i opowieści o Tristanie i Izoldzie.

#### Metamorfozy
Premiera: maj 1997, Gardzienice.
Spektakl na podstawie Metamorfoz albo Złotego Osła Apulejusza, wykorzystuje także fragmenty Fajdrosa Platona.

#### Elektra
Premiera: maj 2004, Gardzienice (wcześniej – Sceny z „Elektry” październik 2002 i od września 2003).
Spektakl na podstawie Elektry Eurypidesa.

#### Ifigenia w A…
Premiera: październik 2007, teatr La MaMa w Nowym Jorku.
Spektakl na podstawie Ifigenii w Aulidzie Eurypidesa

#### Ifigenia w T…
Premiera: czerwiec 2011, Gardzienice.
Spektakl na podstawie Ifigenii w Taurydzie Eurypidesa

#### Oratorium Pytyjskie
Premiera: wrzesień 2013, Gardzienice.
Spektakl na podstawie inskrypcji mędrców ze świątyni w Delfach

#### Wesele
Premiera: wrzesień 2017, Gardzienice, w ramach Festiwalu 40 – lecia Teatru Gardzienice

### Ekranizacje spektakli
- 1994 – Awwakum[33]
- 1994 – Carmina Burana[34]
- 2004 – Metamorfozy albo Złoty Osioł[35]
- 2009 – Ifigenia w A…
- 2018 – Wesele

Bogate archiwum filmowe Ośrodka Praktyk Teatralnych zawiera unikatowe rejestracje wszystkich projektów artystycznych, dydaktycznych, wypraw artystyczno-badawczych realizowanych nieprzerwanie od 1977.

### Występy „Gardzienic” na festiwalach teatralnych
| 1979 - lipiec, Włochy (Apeniny) – IX festiwal Teatro in Piazza w Santarcangelo di Romagna; - grudzień, Francja – Światowy Festiwal Teatru w Nancy, wyprawa w Wogezy z cygańską kapelą; 1981 - maj-lipiec, Włochy, wyprawa do Toskanii, udział w XI Światowym Festiwalu Teeatralnym w Santarcangelo; 1982 - lipiec, RFN – XXII Spotkania Teatralne Gesichter Europas w Erlangen; - lipiec, Włochy – festiwal Viva Piazza w Settimo Torinese; - sierpień, Szwecja – udział w Scensommar Internationell Gruppteaterfestival w Sztokholmie, występy w Göteborgu; 1984 - czerwiec, Holandia – Holland Festival w Amsterdamie; 1985 - styczeń-luty, Szwajcaria – przegląd teatralny Religion – Ritual – Toleranz, występy w Bazylei, Zurychu; - sierpień, Szwecja – festiwal Scensommar Internationell Gruppteaterfestival (Sztokholm) - wrzesień, Norwegia – International Theatre Festival; 1986 - maj-czerwiec, Kanada – International Theatre Training Congress oraz World Stage Festival w Toronto, Festiwalu Teatru Narodów w Baltimore; - sierpień-wrzesień, Szwajcaria – festiwal kultury w Bazylei, Wyprawa z udziałem uczestników festiwalu w alpejskie rejony kantonu Wallis; 1987 - listopad, Belgia – festiwal Polacy Przyjeżdżają organizowany przez Socio-cultureel Centrum Vooruit w Gandawie; 1988 - czerwiec, USA – The First International Festival of the Arts (Nowy Jork); - sierpień, Korea Południowa, Seul – Seoul Olympic Arts Festival (Festiwal Teatralny towarzyszący Igrzyskom Olimpijskim w Seulu) - listopad, Warszawa – V Międzynarodowe Spotkania Teatralne; 1989 - maj, Wielka Brytania, Glasgow – Fest Glasgow Mayfest; - październik, Węgry – VI Festiwal Teatrów Ruchu w Budapeszcie; 1990 - sierpień, Włochy – Międzynarodowy Festiwal Teatru Muzyki i Tańca w Bergamo; 1991 - maj, RFN – festiwal Theaterlandschaft – Polen 3 Jahr organizowany przez Theater am der Ruhr w Mülheim; - maj-czerwiec, Kraków – cykl imprez towarzyszących sympozjum KBWE - lipiec, RFN – festiwal Dialog mit Polen w Monachium; 1992 - luty, Warszawa – XXI Warszawskie Spotkania Teatralne; - czerwiec, Kraków – Europejski Miesiąc Kultury; - wrzesień, Irlandia – International Workshop Festiwal w (Derry); 1993 - maj, Toruń – Międzynarodowy Festiwal Teatralny „Kontakt”; - lipiec-sierpień, Japonia – Toga Festival ’93 w Toga; 1994 - maj, Brazylia – Międzynarodowy Festiwal Teatralny w São Paulo; 1995 - październik, Niemcy – berlińskie spotkania z kulturą polską Bez Granic – Grenzenlos; - listopad, Katowice – IV Górnośląski Festiwal Kameralistyki; | 1996 - lipiec, Szwecja – Międzynarodowy Festiwal Teatralny w Luleå; - wrzesień, Egipt – Międzynarodowy Festiwal Teatrów Eksperymentalnych w Kairze. „Gardzienice” otrzymują nagrody krytyki i publiczności; - listopad, Kłodzko – VI Międzynarodowe Zderzenie Teatrów w Kłodzku; 1997 - październik, Gardzienice-Lublin – Międzynarodowy Festiwal Teatralny „Konfrontacje” połączony z obchodami 20-lecia teatru; 1998 - czerwiec, Norwegia – Międzynarodowy Festiwal Teatralny w Porsgrunn; - październik, Szwecja – Festiwal „Landscape X” w ramach projektu „Sztokholm – kulturalna stolica Europy'98”; - październik, Lublin – Międzynarodowy Festiwal Teatralny „Konfrontacje”; - listopad, Belgia – Gent Theatre Festiwal; 1999 - marzec, Warszawa – Festiwal Teatrów Końca Wieku w Centrum Sztuki Współczesnej; - maj, Francja – Festiwal „Passages” w Nancy; - czerwiec, Niemcy – Międzynarodowy Festiwal Theater der Welt w Berlinie; - październik, Kraków – Festiwal „Kraków 2000”; - październik, Bośnia i Hercegowina – Międzynarodowy Festiwal Teatralny „Mess” w Sarajewie. Nagroda „Złoty Wieniec Laurowy”; - październik, Lublin-Gardzienice – W ramach Międzynarodowego Festiwalu Teatralnego „Konfrontacje”, przy współudziale „Gardzienic” odbywa się 1. edycja OFF-Konfrontacji; 2000 - maj, Słowenia – Międzynarodowy Festiwal Teatralny Gladisko-Polesni Abonma w Ljublianie; - czerwiec, Niemcy – festiwal Scena – Internationales Festival Theater & Religion w Hanowerze; - wrzesień, Niemcy – Festival der Kammeroper w Düsseldorfie; - wrzesień, Niemcy, Festiwal „360°” w Bielefeld; - wrzesień, Warszawa – Warszawskie Spotkania Teatralne; - październik, Lublin-Gardzienice – Festiwal OFF-Konfrontacje; - październik, Kraków – festiwal „Misteria, inicjacje” autorstwa Włodzimierza Staniewskiego w ramach projektu „Kraków 2000”; 2001 - maj, Rosja – III Międzynarodowa Olimpiada Teatralna zorganizowana przez moskiewskie Centrum im. Wsiewołoda Meyerholda. - październik, Lublin-Gardzienice – OFF-Konfrontacje; 2002 - październik, Lublin-Gardzienice – VII Międzynarodowy Festiwal Teatralny „Konfrontacje”, obchody 25-lecia Ośrodka Praktyk Teatralnych „Gardzienice”; 2004 - styczeń, festiwal „Polski Ekspres” organizowany przez Hebel Theatre w Berlinie; - luty, Węgry – Festiwal „Beugro” w Budapeszcie; 2006 - marzec, Toruń-Gardzienice – festiwal „Klamra”; - marzec-kwiecień, Norwegia – festiwal „Narrenes dager”; - lipiec, Olsztyn – III Międzynarodowy Letni Festiwal „Na pomostach” - sierpień, Grecja – międzynarodowy festiwal Meeting for Ancient Drama w Sikiona; 2007 - maj, Kraków – festiwal „Antyk. Re_wizje”; 2008 - czerwiec, Norwegia – Porsgrunn International Theatre Festival w Porsgrunn; - listopad, Łotwa – Polijas Teatra Festivals (Festiwal Teatru Polskiego) w Rydze. |

## Działalność dydaktyczna i animacja kultury

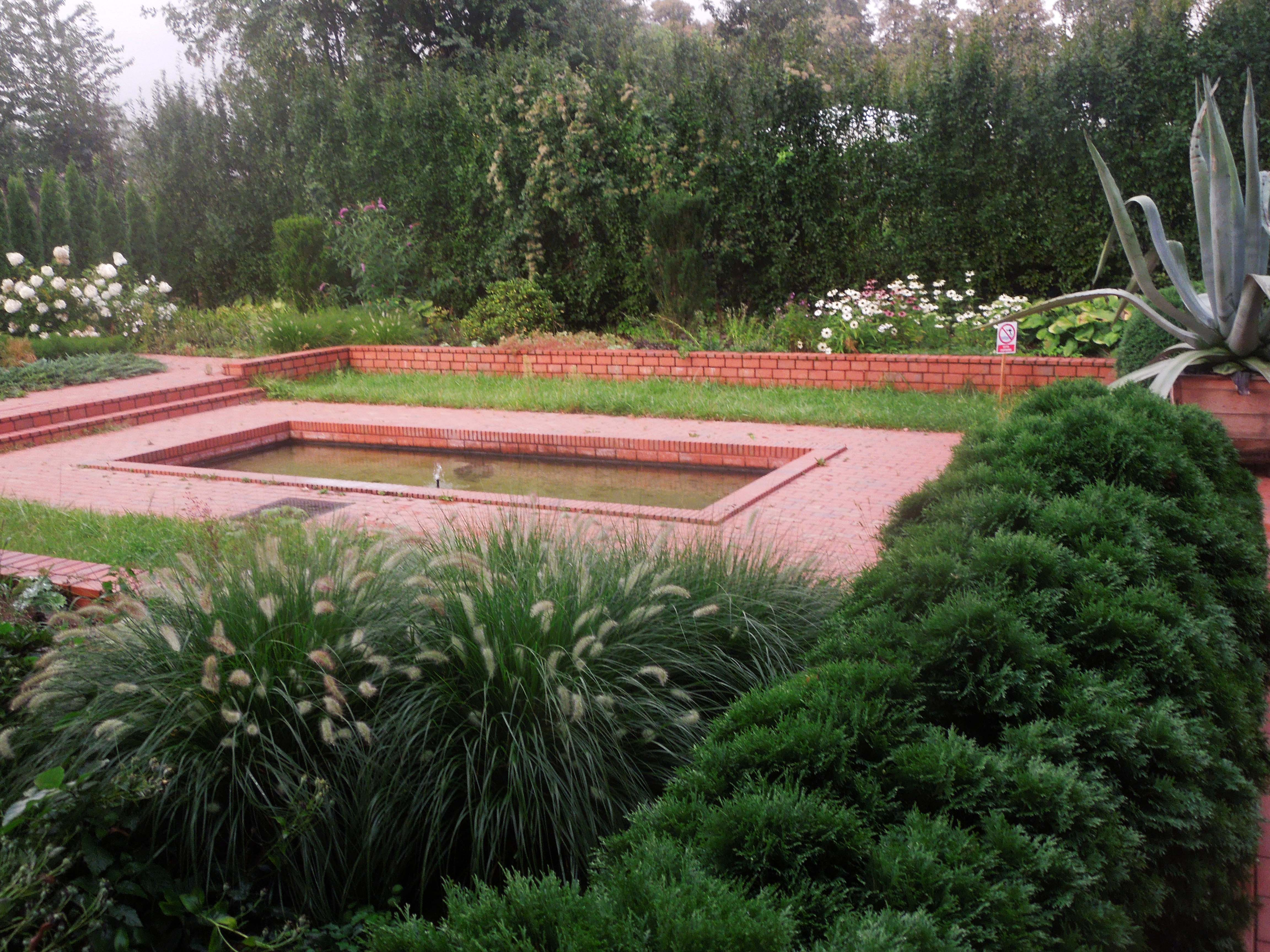
Ogród magiczny – jeden z ogrodów w ośrodku gardzienickim

### Dydaktyka
Od roku 1989 do 1995 „Gardzienice” prowadziły cykl kursów dla studentów na instruktorów teatralnych i animatorów kultury. Inicjatorem tej działalności był Włodzimierz Staniewski, głównym realizującym – Mariusz Gołaj. Kursy obejmowały praktyki teatralne, sympozja, seminaria, zgromadzenia, wyprawy, uczestnicy raz na parę miesięcy zjeżdżali na kilkudniowe sesje do Gardzienic.

#### Akademia Praktyk Teatralnych
W 1997 roku powstała przy teatrze Akademia Praktyk Teatralnych, która posiada stałą kadrę, schemat organizacyjny i program nauczania. Działalnością Akademii kieruje Mariusz Gołaj. Do Akademii trafiają najczęściej studenci kierunków artystycznych, humanistycznych, członkowie ugrupowań teatralnych z Polski i ze świata. Pierwszy kurs, tak jak wcześniejsze projekty edukacyjne, kładł nacisk na przygotowanie absolwentów do animacji kultury, późniejsze skupiały się na kształceniu aktorskim. Początkowo cykl zajęć trwał 2 lata, od 2003 roku – jeden rok, po reorganizacji w latach 2004 i 2006 – praca trwa równolegle w cyklach jednorocznych i kilkuletnich. Poza aktorami teatru, którzy koncentrują się na praktykach teatralnych, wykłady w Akademii prowadzili m.in. Krzysztof Bielawski, Per Spildra Borg, Kazimierz Braun, Piotr Cieplak, Małgorzata Dziewulska, Krzysztof Globisz, Alison Hodge, Jurij Illjenko, Leszek Kolankiewicz, Krzysztof Majchrzak, Krzysztof Miklaszewski, Jan Peszek, Natalia Polovynka, Krzysztof Rutkowski, Andrzej Seweryn, Joanna Słowińska, Bohdan Stupka, Zbigniew Taranienko, Lech Trzcionkowski.
Studenci także uczestniczą w życiu teatru, wspierają organizacyjnie i artystycznie działalność grupy podczas prezentowanych przez teatr Kosmosów, przygotowują własne spektakle, które pokazywane są później na festiwalach, występach gościnnych, a także jako jeden z elementów Kosmosu. Niektórzy ze studentów biorą udział w spektaklach wystawianych przez główny zespół „Gardzienic”, spośród nich werbuje się przyszłych aktorów teatru.
- I kurs (1997–1999) – kurs inicjujący działalność Akademii, zajęcia prowadzone przez około 30 zaproszonych wykładowców rozwijały świadomość teatralną i warsztat aktorski studentów, przygotowywały do roli animatora kultury.

- II kurs (1999–2001) – realizacja spektaklu Sceny z „Umarłej klasy”, reżyseria Krzysztof Miklaszewski oraz Met emoi… spektaklu opartego na tekście Ifigenii w Aulidzie Eurypidesa w reżyserii Pawła Passiniego (Absolwent II APT); udział w projektach badawczych Eurypides i Orkiestra Antyczna.

- III kurs (2001–2003) – realizacja spektakli Sceny z „Awwakuma” oraz Sceny z „Elektry”, reżyserowanych przez Włodzimierza Staniewskiego; udział w projekcie Orkiestra Antyczna oraz Amazonmachii – work in progres pod opieką merytoryczną Mariusza Gołaja.

- Połączone IV (2003–2006) i V kurs (2004–2006) – realizacja spektaklu inspirowanego jednym ze starożytnych zabytków malarstwa wazowego Waza François pod opieką merytoryczną Mariusza Gołaja i Joanny Holcgreber.

- VI kurs (2005–2009) – realizacja pod opieką merytoryczną Włodzimierza Staniewskiego spektaklu na motywach Ifigenii w Aulidzie Eurypidesa Ifigenia Cygańska[39].

- VII (2006–2009) i VIII kurs (2007–2009) – realizacja pod opieką Włodzimierza Staniewskiego spektaklu na motywach eposu Homera Odyseja. Komiks teatralny.

- IX kurs (2009–2010) – realizacja pod opieką reżyserską Włodzimierza Staniewskiego spektaklu Nie-ludzka com.media[41][42].
- X kurs (2011 – 2012) – realizacja spektaklu Supermarket i Narodowe Voodoo na motywach prozy Andrzeja Stasiuka w reżyserii Jacka Timingeriu (Absolwent VI APT)
- XI kurs (2013 – 2014) – realizacja pod opieką reżyserską Włodzimierza Staniewskiego spektaklu Ostatni raz, na motywach Budowniczego z Solness Henryka Ibsena
- XII kurs (2015–2016) – realizacja pod opieką reżyserską Włodzimierza Staniewskiego scen z Wesela Stanisława Wyspiańskiego
- XIII kurs (2017–2018) – realizacja spektaklu Finnegans Wake na motywach powieści Jamesa Joyce’a w reżyserii Macieja Gorczyńskiego (Absolwent VI APT); opieka artystyczna: Włodzimierz Staniewski
- XIV kurs (2019–2021) – realizacja spektaklu Eleutheria na motywach dramatu Samuela Becketta; opieka artystyczna: Włodzimierz Staniewski
- XV kurs (2023–2024) – realizacja spektaklu Lizystrata na motywach komedii Artystofanesa opieka artystyczna: Włodzimierz Staniewski

Absolwenci Akademii rozwijają działalność w zakresie praktyk teatralnych i animacji kultury, np.: Teatr Brama z Goleniowa, w którym działali Marek Kościółek (IV APT) – obecnie Teatr Krzyk i Mariusz Tarnożek (V APT); Teatr Próg założony przez Bartosza Nowakowskiego (IV APT), gdzie działał także Michał Brańka (VIII APT). Wśród absolwentów Akademii praktyk Teatralnych znajdują się reżyserki i reżyserzy teatralni i filmowi: m.in. Elwira Niewiera, Paweł Ferdek, Joanna Wichowska, Agnieszka Błońska, Paweł Passini, Dagmara Żabska, Mateusz Przyłęcki, Anna Jegerska, Aneta Groszyńska, Maciej Gorczyński, Jolanta Sikorska, Jacek Timingeriu, Magdalena Miklasz, Emilia Śniegoska, Maciej Dziaczko, Daniel Adamczyk, oraz muzycy: m.in. zespół Sutari, (Barbara Songin, Katarzyna Kapela, Zofia Barańska), Aleksandra Gronowska, Justyna Jary, Karolina Cicha, Maniucha Bikont, Alina Jurczyszyn, Karolina Skrzyńska, zespół Cukry (Karolina Głogowska, Agnieszka Kocińska, Lena Witkowska), zespół Tara Gayan (Agnieszka Mendel, Maciej Hanusek), Anna Nguen.

### Aktywność kulturalna
W latach 2002–2004 „Gardzienice” we współpracy z Wydawnictwem Czarne (reprezentowanym przez Andrzeja Stasiuka) organizowały w lubelskiej siedzibie teatru cykl „Spotkań Literackich Gardzienice-Czarne”. W 2003 roku teatr i wydawnictwo przygotowały międzynarodową konferencję „Inne Europy, inne kultury, inne literatury – szanse i zagrożenia integracji”. Na spotkaniach gościli autorzy tacy jak Dubravka Ugrešić, Jurij Andruchowycz, Marius Ivaškevičius, Andrzej Stasiuk i inni. W kolejnych latach spotkania literackie odbywały się nadal, lecz Czarne patronowało tylko niektórym z nich.
Przy Ośrodku w latach 2001–2004 działała Orkiestra Antyczna, która nagrała płytę z muzyką do Metamorfoz oraz płytę z muzyką antyczną, towarzyszącą książce Johna G. Landelsa Muzyka starożytnej Grecji i Rzymu (wydanie polskie 2003). Orkiestra pod kierunkiem Macieja Rychłego i Tomasza Rodowicza starała się odtwarzać świat greckiej muzyki: instrumenty, skale, uzupełniać nieliczne zachowane zapisy nutowe, odnajdywać w muzyce ludowej Europy ślady dawnej muzyki greckiej. Powstała w ten sposób nie naukowo wiarygodna (gdyż na to brak dowodów), ale prawdopodobna, artystyczna rekonstrukcja antycznych śpiewów. W rok po powstaniu Orkiestry jej działalność uzupełnił projekt Tańce Labiryntu – działający w Gardzienicach także do 2004 roku, a koordynowany przez Elżbietę Rojek i Dorotę Porowską – rekonstruujący na podstawie zachowanej ikonografii taniec starożytnej Grecji. W Lublinie i Gardzienicach odbywają się organizowane przez Ośrodek koncerty muzyki świata: rumuńskiej, gruzińskiej, klezmerskiej, ukraińskiej, maoryskiej (Nowa Zelandia) itd. Występują także zespoły i wokaliści związani z zespołem „Gardzienic” (np. Karolina Cicha).
Od 2000 roku w lubelskiej siedzibie teatru przy ulicy Grodzkiej działa galeria artystyczna, w której systematycznie odbywają się pokazy sztuki sakralnej i współczesnej. Kuratorką Galerii Gardzienice od 2007 roku jest Zuzanna Zubek – Gańska.

### „Gardzienice: Generator Nadziei”
Stworzony z inicjatywy Włodzimierza Staniewskiego i realizowany od 2015 roku program dedykowany młodym twórcom teatralnym. W jego ramach reżyserzy, oraz zaproszeni przez nich artyści, pracują nad własnymi projektami w przestrzeniach Teatru „Gardzienice”.
W latach 2015–2019 swoje prace zrealizowali studenci reżyserii Akademii Sztuk Teatralnych w Krakowie: Maciej Gorczyński („Hymny do Nocy” wg Novalisa „Nowe Ateny” wg B. Chmielowskiego, „Listy do Mileny” wg Franza Kafki) i Radek Stępień („Olbrzym Cieniem Karła”, „Gody według Braci Karamazow” wg Fiodora Dostojewskiego.); Michał Zdunik: student reżyserii Akademii Teatralnej w Warszawie („Matka odchodzi” Tadeusza Różewicza, „Świadkowie, albo nasza mała stabilizacja” Tadeusza Różewicza); kompozytor i współpracownik Teatru Gardzienice: Jan Lech (dwie wersje „Nocy poślubnej” inspirowanej opowiadaniami Bruno Schulza, balet „Panienka”), George Attwill, student Rose Bruford College w Londynie („Opera za trzy grosze”), oraz pianistka – Katarzyna Wesołowska (koncert „Polifonie/Poliwizje”).

### Współpraca z innymi teatrami
W 1991 roku Staniewski zorganizował warsztaty dla aktorów Royal Shakespeare Company ze Stratfordu, które zapoczątkowały dłuższą współpracę „Gardzienic” z angielskim teatrem. Kolejne warsztaty i sesje robocze dla aktorów Royal Shakespeare Company odbyły się w latach 1992 i 1995. W Latach 2017, 2019 w Gardzienicach odbyły się warsztaty dla studentów Rose Bruford College.
W 1997 roku w ramach Festiwalu Teatralnego „Konfrontacje” w Lublinie na obchody 20. rocznicy istnienia „Gardzienic” wystąpił niezależny norweski teatr Stella Polaris. W 2005 roku założyciel teatru Per Borg poprowadził w Gardzienicach zajęcia dla studentów Akademii Praktyk Teatralnych. W roku 2009 w ramach projektu „Ogrody i ogrody teatru. Polsko-norweska wymiana rezydencjonalna teatrów” artyści obu teatrów zorganizowali miesięczne rezydencje artystyczne: „Gardzienice” rezydowały we wrześniu w Norwegii, a w październiku Stella Polaris gościła w Polsce.
„Gardzienice” współpracują także z ośrodkami kultury ze Stanów Zjednoczonych. W 2001 roku teatr Staniewskiego wystąpił po raz pierwszy na nowojorskiej scenie teatru La MaMa, wystawiając Metamorfozy. W trzy lata później teatr Ellen Stewart przyjechała do „Gardzienic” ze swoim spektaklem Trojanki. W 2005 roku „Gardzienice” ponownie gościły w La MaMa, wystawiając spektakle, organizując wykłady i sesje warsztatowe. Skutkiem rozwijającej się współpracy był w 2007 roku wybór nowojorskiego teatru na miejsce premiery Ifigenii w A.

## Filmy dokumentalne o „Gardzienicach”
- Stowarzyszenie Teatralne „Gardzienice” (1981, 21 minut, film czarno-biały, scenariusz i reżyseria Anna Górna, Lubomir Zając) – film przedstawiający pierwsze lata istnienia teatru został nagrodzony Srebrnym Smokiem na Krakowskim Festiwalu Filmowym w roku 1982[46].
- Po nowe naturalne środowisko teatru (1994, zdjęcia i reżyseria Jacek Petrycki) – film pokazuje pracę teatru nad spektaklem Żywot protopopa Awwakuma, w tym Wyprawę specjalnie zorganizowaną na potrzeby tej produkcji przez Włodzimierza Staniewskiego[47][48].
- Ośrodek Praktyk Teatralnych „Gardzienice”. Zapiski reżysera (2007, 25 minut, reżyseria Natasza Ziółkowska-Kurczuk) – film pokazuje funkcjonowanie teatru Staniewskiego w realiach zjednoczonej Europy, jego role dla kultury polskiej i światowej, do Gardzienic przybywają artyści i studenci z całego świata[49]

## Nagrody
- 1990 – dyplom uznania przyznany przez Ministra Spraw Zagranicznych RP za promowanie kultury polskiej za granicą.
- 1991 – Nagroda im. Konrada Swinarskiego – przyznawanej przez redakcję miesięcznika „Teatr” – za sezon 1990/1991, za stworzenie OPT „Gardzienice”.
- 1996 – nagrody krytyki i publiczności podczas Międzynarodowego Festiwalu Teatrów Eksperymentalnych w Kairze za spektakl Carmina Burana.
- 1999 – główna nagroda dla spektaklu Metamorfozy na Międzynarodowym Festiwalu Teatralnym MESS w Sarajewie[50].
- 2002 – odznaczenie Włodzimierza Staniewskiego, Tomasza Rodowicza i Mariusza Gołaja przyznanymi przez Prezydenta RP Krzyżami Kawalerskimi Orderu Odrodzenia Polski[3].
- 2008 – tytuł Ambasadora Lubelszczyzny za rok 2007[51].

## Konstelacje aktorskie
Włodzimierz Staniewski do określenia swojej grupy aktorskiej używa terminu „konstelacja” Służy to podkreśleniu indywidualności każdego aktora, który własną osobowością przyczynia się do stworzenia dzieła: to spektakl jest dopasowywany do predyspozycji aktora, nie na odwrót. Reżyser buduje konstelację co roku od podstaw, zapraszając aktorów do współpracy z ośrodkiem. Mimo tej praktyki, wielu artystów pozostaje w „Gardzienicach” przez wiele lat. Staniewski nie poszukuje do swojego teatru zawodowych aktorów (sam z wykształcenia jest polonistą), liczy się osobowość kandydata. Od założenia Akademii Praktyk Teatralnych nowi aktorzy rekrutują się głównie z grona jej absolwentów. Pierwszą konstelację w roku 1977 stworzył Staniewski wraz z Henrykiem Andruszką, Janem Bernadem, Tomaszem Rodowiczem, Waldemarem Sidorem, Janem Tabaką oraz Wandą Wróbel. Z „Gardzienicami” związanych było ponad 50 aktorów i muzyków, m.in. Anna Zubrzycka, Grzegorz Bral, Dorota Porowska, Jadwiga Rodowicz, Elżbieta Rojek, Jarosław Tomica,  Krzysztof Czyżewski, Piotr Borowski, Elżbieta Majewska, Wacław Sobaszek, Agnieszka Mendel, Mariana Sadowska, Elżbieta Podleśna, Susanna Philhoffer, Cathernie Corrigan, Katrin Forsmo, Martin Essen-Möller, Britta Forslund, Anna Helena McLean, Jarosław Fret, Sławomir Tomala, Grzegorz Podbiegłowski, Joanna Wichowska, Justyna Jary, Julia Bui – Ngoc, Karolina Cicha, Jacek Timingeriu, Maciej Gorczyński, James Brennan, Martin Quintela, Mateusz Malecki, Artem Manuilov, Dorota Kołodziej, Jan Żórawski, Magdalena Pamuła, Kacper Lech, Krzysztof Dziwny, Beata Ziółkowska. Aktorem z najdłuższym stażem jest Mariusz Gołaj, który dołączył do zespołu w roku 1979. W spektaklach Ifigenia w A... i Oratorium Pytyjskie gościnnie wystąpili: Andrzej Seweryn i Krzysztof Globisz.
Zespół (sezon 2024/25):
- Mariusz Gołaj
- Marcin Jan Mrowca
- Joanna Holcgreber
- Anna Maria Dąbrowska
- Tetiana Oreshko – Muca
- Paweł Kieszko
- Anna Maria Słowikowska
- Oleg Dracz
- Anna Bielecka
- Maria Matosek
- James Jack Bentham
- Charles Sobry
- Elliot Windsor

Twórcy muzyki i aranżacji muzycznych
- Jacek Ostaszewski
- Elżbieta Podleśna
- Maciej Rychły
- Zygmunt Konieczny
- Mikołaj Blajda